# Saringosterol
El Saringosterol es un fitoesterol aislado del alga parda  Lessonia nigrescens que en un estudio de 2001 se encontró tenía actividad inhibitoria sobre Mycobacterium tuberculosis.